# Saison 2011-2012 du Toulouse Football Club
Maillots
Chronologie
Saison précédente Saison suivante
La saison 2011-2012 du Toulouse Football Club (TFC) voit le club s'engager dans trois compétitions que sont la Ligue 1, la Coupe de France et la Coupe de la Ligue.

## Transferts
| Nom                      | Nationalité | Transfert                                 | Provenance/Destination      | Division                                                  |
| Arrivées                 |             |                                           |                             |                                                           |
| Rémy Riou                | France      | Libre (Contrat de 2 ans)                  | AJ Auxerre                  | Ligue 1                                                   |
| Aymen Abdennour          | Tunisie     | Transfert de 450 000 € (Contrat de 4 ans) | Étoile du Sahel             | Ligue I                                                   |
| Pavle Ninkov             | Serbie      | Transfert de 1M€ (Contrat de 4 ans)       | FK Étoile rouge de Belgrade | Super Liga Srbije                                         |
| Umut Bulut               | Turquie     | Transfert de 3.8M€ (Contrat de 3 ans)     | Trabzonspor                 | Süper Lig                                                 |
| Emmanuel Rivière         | France      | Transfert de 6.5M€ (Contrat de 4 ans)     | AS Saint-Étienne            | Ligue 1                                                   |
| Serge Aurier             | France      | Transfert de 1.5M€ (Contrat de 4 ans)     | RC Lens                     | Ligue 2                                                   |
| Retours de prêt          |             |                                           |                             |                                                           |
| Luan Michel de Louzã     | Brésil      | Retour de prêt                            | Palmeiras                   | Brasileirão                                               |
| Søren Larsen             | Danemark    | Retour de prêt                            | MSV Duisbourg               | 2.Bundesliga                                              |
| Départs                  |             |                                           |                             |                                                           |
| Søren Larsen             | Danemark    | Rupture à l'amiable                       | AGF Århus                   | Superligaen                                               |
| Luan Michel de Louzã     | Brésil      | Transfert - 3M€                           | Palmeiras                   | Brasileirão                                               |
| Xavier Pentecôte         | France      | Transfert - 1,2M€                         | OGC Nice                    | Ligue 1                                                   |
| Retours de prêt          |             |                                           |                             |                                                           |
| Federico Santander       | Paraguay    | Retour de prêt                            | Guaraní                     | División Profesional de la Asociación Paraguaya de Fútbol |
| Yannis Tafer             | France      | Retour de prêt                            | Olympique lyonnais          | Ligue 1                                                   |
| Adrián Gunino            | Uruguay     | Retour de prêt                            | Danubio F.C.                | Primera División de Uruguay                               |
| Luis Mejia               | Panama      | Retour de prêt                            | CA Fénix                    | Primera División de Uruguay                               |
| Fins de contrat          |             |                                           |                             |                                                           |
| Mauro Cetto              | Argentine   | Fin de contrat                            | US Palerme                  | Serie A                                                   |
| Jean-Joël Perrier-Doumbé | Cameroun    | Fin de contrat                            |                             |                                                           |
| Fodé Mansaré             | Guinée      | Fin de contrat                            |                             |                                                           |
| Matthieu Valverde        | France      | Fin de contrat                            |                             |                                                           |
| Florian Aigouy           | France      | Fin de contrat                            | Tarbes Pyrénées Football    | CFA                                                       |

## Rencontres de la saison

### Matchs amicaux
Le Toulouse Football Club commence sa saison 2011-2012 avec un stage de pré-saison à Luchon et sept matchs de préparation en juillet.

### Coupe de France
| Date      | Tour                      | Adversaire              | Lieu                         | Résultat | Buteurs pour le TFC | Affluence |
| --------- | ------------------------- | ----------------------- | ---------------------------- | -------- | ------------------- | --------- |
| 8 janvier | Trente-deuxième de finale | GFCO Ajaccio (National) | Stade Ange-Casanova, Ajaccio | 0 - 1    | -                   |           |

### Coupe de la ligue
Toulouse en tant qu'équipe de Ligue 1 est exempt des trente-deuxième de finales de la Coupe de la ligue.
| Date    | Tour               | Adversaire         | Lieu              | Résultat | Buteurs pour le TFC | Affluence |
| ------- | ------------------ | ------------------ | ----------------- | -------- | ------------------- | --------- |
| 31 août | Seizième de finale | OGC Nice (Ligue 1) | Stadium, Toulouse | 1 - 2    | Jean-David Beauguel | 6 797     |